# Israel Suero Fernández
Israel Suero Fernández (* 12. April 1994 in Madrid) ist ein spanischer Fußballspieler.

## Karriere
Nach seinen Anfängen in der Jugendabteilung von Real Madrid wechselte er im Sommer 2008 in die Jugendabteilung von Rayo Majadahonda. Im Sommer 2013 wurde er dort in den Kader der ersten Mannschaft in der 4. spanischen Liga aufgenommen. Nach einer Spielzeit wechselte er zur Zweitvertretung von Rayo Vallecano in die 3. spanische Liga. Im März 2017 wechselte er nach Deutschland und schloss sich dem CSC 03 Kassel in der sechstklassigen Verbandsliga Hessen an. Im Sommer 2017 erfolgte sein Wechsel zum TSV Eintracht Stadtallendorf, der gerade in die Regionalliga Südwest aufgestiegen war. Nach einer Spielzeit und 35 Ligaspielen wechselte er ligaintern zur SV Elversberg und verlängerte dort seinen Vertrag mehrfach, zuletzt im Juli 2021.
Am Ende der Spielzeit 2021/22 gelang ihm mit seiner Mannschaft der Aufstieg in die 3. Liga. Seinen ersten Profieinsatz hatte er am 13. August 2022, dem 4. Spieltag, als er beim 5:0-Heimsieg gegen den FSV Zwickau in der 74. Spielminute für Jannik Rochelt eingewechselt wurde.
Ende Januar 2023 wechselte er zurück nach Spanien und er schloss sich dem Drittligisten CD Castellón an.

## Erfolge
SV Elversberg
- Meister der Regionalliga Südwest und Aufstieg in die 3. Liga: 2021/22
- Saarlandpokal-Sieger: 2019/20, 2020/21, 2021/22